# Jacques-Henri Meister
Jacques-Henri Meister (1744-1826), écrivain suisse, ancien secrétaire de Grimm, il a également fourni plusieurs articles au Journal de Lecture.

## Biographie
Jacques-Henri Meister est né le 6 août 1744 à Bückeburg, dans le comté de Schaumbourg-Lippe, où son père, Jean-Henri Meister, était pasteur de l’église française réformée. Issu d’une famille protestante exilée, son livre De l’origine des principes religieux, paru en 1768 lui valut d’être déchu de sa fonction de ministre à Zurich et ses droits civils et politiques. Il les recouvrera en 1772.
En 1773 il succède à Frédéric Melchior Grimm, dont il était secrétaire, à la direction de la Correspondance littéraire et en poursuivra la publication jusqu’en 1813.
C’est un proche collaborateur de Denis Diderot, ami de Jacques Necker, correspondant de Germaine de Staël et de la famille Vandeul.
Il est mort à Zurich, le 9 octobre 1826.

## Œuvres
Certains des ouvrages, publiés anonymement, lui sont attribués par Antoine-Alexandre Barbier.
- De l’origine des principes religieux, 1768 (gallica.bnf.fr dans Gallica).
- Éloge de Lavater comparé à Diderot, à la suite d'un Traité de la physionomie par le sophiste Adamantius ou Extrait des philosophes anciens et des physionomistes modernes.
- À la mémoire de M. Diderot, Correspondance littéraire, 1786. Publié ensuite en volume, sous le titre - plus connu : Aux mânes de Diderot, Londres et se trouve à Paris, chez Volland, 1788. Réédité, entre autres, dans les éditions Brière (1821) et Assézat (1875) des éditions des Œuvres de Diderot.
- De la morale naturelle, Paris, Volland, 1788.
- Des premiers principes du système social appliqués à la révolution présente, Nice, Paris, Guerbart, 1790.
- Lettres sur l'imagination, Zurich, Orell, Gessner, Füssli, 1794.
- Souvenirs de mon dernier voyage à Paris vers la fin de 1795, Paris, Orell, Gessner, Füssli et Cie, 1797.
- Betzi ou L'amour comme il est : roman qui n'en est pas un précédé d'entretiens philosophiques et politiques, Paris, A.-A. Renouard, 1801.
- Essai de poésies religieuses, Paris, impr. de P. Didot l'aîné, 1801
- Sur la Suisse à la fin du dix-huitième siècle, Lunéville, 1801
- Cinq nouvelles helvétiennes, Paris, A.-A. Renouard, 1805
- Euthanasie ou Mes derniers entretiens avec elle sur l'immortalité de l'âme, Paris, A.-A. Renouard, 1809.
- Heures ou Méditations religieuses à l'usage de toutes les communions de l'Église, Zurich, Druck Fürsti, 1820
- Mélanges de philosophie, de morale et de littérature, Genève et Paris, 1822.